# Kanton Vendôme-2
Der Kanton Vendôme-2 war von 1982 bis 2015 ein französischer Wahlkreis im Arrondissement Vendôme, im Département Loir-et-Cher und in der Region Centre-Val de Loire; sein Hauptort war Vendôme.

## Gemeinden
Der Kanton bestand aus einem Teil der Stadt Vendôme und sieben weiteren Gemeinden. Die nachfolgenden Einwohnerzahlen sind jeweils die gesamten Einwohnerzahlen der Gemeinden. 
| Gemeinde           | Einwohner Jahr | Fläche km² | Bevölkerungsdichte | Postleitzahl | Code INSEE |
| ------------------ | -------------- | ---------- | ------------------ | ------------ | ---------- |
| Areines            | 595 (2013)     | –          | – Einw./km²        | 41100        | 41003      |
| Marcilly-en-Beauce | 356 (2013)     | –          | – Einw./km²        | 41100        | 41124      |
| Meslay             | 310 (2013)     | –          | – Einw./km²        | 41100        | 41138      |
| Sainte-Anne        | 408 (2013)     | –          | – Einw./km²        | 41100        | 41200      |
| Saint-Ouen         | 3333 (2013)    | –          | – Einw./km²        | 41100        | 41226      |
| Vendôme            | 17.121 (2013)  | –          | – Einw./km²        | 41100        | 41269      |
| Villerable         | 542 (2013)     | –          | – Einw./km²        | 41100        | 41287      |
| Villiersfaux       | 260 (2013)     | –          | – Einw./km²        | 41100        | 41293      |